# Hopkins (Michigan)
Pour les articles homonymes, voir Hopkins.
Hopkins est un village du comté d'Allegan, dans l'État du Michigan, aux États-Unis. En 2020, il comptait une population de 615 habitants.